# Porpax sentipes
Porpax sentipes är en trollsländeart som beskrevs av Klaas-Douwe B. Dijkstra 2006. Porpax sentipes ingår i släktet Porpax och familjen segeltrollsländor. IUCN kategoriserar arten globalt som livskraftig. Inga underarter finns listade i Catalogue of Life.